# 安特维尔拉盖塔尔
安特维尔拉盖塔尔（法語：Intville-la-Guétard，法語發音：[ɛ̃tvil la ɡetaʁ]）是法国卢瓦雷省的一个市镇，属于皮蒂维耶区。

## 地理
安特维尔拉盖塔尔（48°15'37"N, 2°12'48"E）面积4.88 平方千米，位于法国中央-卢瓦尔河谷大区卢瓦雷省，该省份为法国中北部省份，北起埃松省，西北接厄尔-卢瓦省，西南接卢瓦-谢尔省，南至涅夫勒省和谢尔省，东临约讷省，东北接塞纳-马恩省。
与安特维尔拉盖塔尔接壤的市镇（或旧市镇、城区）包括：欧德维尔、昂让维尔、吉涅维尔、博斯地区莫维尔、蒂尼翁维尔。

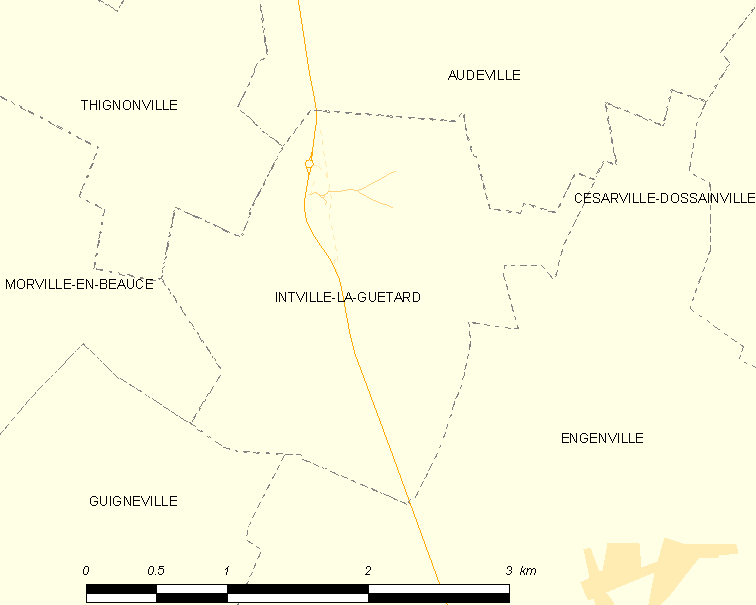
安特维尔拉盖塔尔的OSM定位图

安特维尔拉盖塔尔的时区为UTC+01:00、UTC+02:00（夏令时）。

## 行政
安特维尔拉盖塔尔的邮政编码为45300，INSEE市镇编码为45170。

## 政治
安特维尔拉盖塔尔所属的省级选区为皮蒂维耶县。

## 人口

1962-2008年间安特维尔拉盖塔尔人口变化图示

安特维尔拉盖塔尔于2022年1月1日时的人口数量为175人。